# Muleta

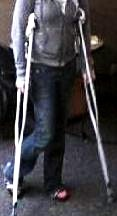
Exemplo de uso da muleta.

As muletas ou canadianas são objetos utilizados como apoio para o corpo humano projetado com o propósito de auxiliar um deficiente a caminhar quando uma das extremidades inferiores requer suporte adicional durante o deslocamento, geralmente quando o ser humano sofre algum tipo de incapacidade para caminhar com uma delas. Algumas muletas podem ser ajustadas em tamanho e flexibilidade segundo as necessidades do utilizador. No caso de se utilizar apenas uma deve ser usada do lado do membro lesionado. Há também aquelas projetadas especificamente para crianças.